# M 14/41
El Carro Armato Medio 14/41, o simplement M 14/41, va ser un tanc mitjà desenvolupat pel Regne d'Itàlia introduït el 1941.
Aquest model mantenia la majoria dels elements del seu predecessor, el tanc M 13/40. Era operat per quatre tripulants, protegits per un blindatge de planxes d'acer unides amb reblons amb un màxim de 42 mm de gruix al frontal de la torreta. L'armament del tanc estava format per un canó antitancs de 47mm i 32 calibres de llarg, que es mantenia a la torreta giratòria, i tres o quatre metralladores distribuïdes pel blindat. L'aspecte que més es va modificar va ser el motor, que es va substituir per un model dièsel SPA 15T. Aquest motor oferia un màxim de 145 CV a 1.900 rpm i feia el blindat lleugerament més ràpid i fiable que els seus predecessors.
Aquest tanc fou desenvolupat per Fiat i Ansaldo com una millora de l'M 13/40, amb poques modificacions per no retardar-ne la producció. En total se'n van fabricar 695 unitats, entre l'agost del 1941 i finals del 1942. En servei, el Regio Esercito els va emprar majoritàriament a la Campanya del nord d'Àfrica i a Sardenya. Després de la rendició del Regne d'Itàlia, els M 14/41 serien majoritàriament servits per l'Esercito Nazionale Repubblicano contra tropes aliades i partisans. També se'n van fer diferents variants, destacant-ne especialment el caçatancs Semovente da 90/53, i serviria de base pel desenvolupament de l'últim tanc mitjà italià de la contesa, l'M 15/42.

## Desenvolupament
El Carro Armato M 13/40, introduït el 1940, va ser un tanc mitjà italià amb un disseny sòlid. Per començar, va ser el primer tanc mitjà desenvolupat pel Regne d'Itàlia amb un canó d'alta velocitat a la torreta. Aquest model també estava més ben blindat que el seu predecessor, l'M 11/39, i tenia una millor autonomia gràcies a un nou motor. Tot i això, encara era un tanc amb serioses mancances en comparació amb els models aliats. Les tripulacions es queixaven d'aspectes com la fragilitat del buc reblonat, el motor poc potent amb limitada fiabilitat al desert i la manca de penetració del canó. Per aquest motiu, el Regio Esercito va encomanar a Fiat i Ansaldo que en refinessin el disseny. Tot i això, per oferir una millora temporal, es va decidir fer un nou model amb pocs canvis, per no alentir la producció. Un dels principals objectius d'aquest retoc seria el motor, que tenia problemes de fiabilitat als deserts durant la Campanya del Nord d'Àfrica.
A partir de la primavera del 1941 es van començar a aplicar modificacions per solucionar els problemes de fiabilitat del motor al tercer lot de producció de l'M 13/40, de les unitats 301 a 710. Es van perfeccionar els filtres i es va afegir un radiador amb ventilador a dins del compartiment de la tripulació per refrigerar l'oli del motor. Tot i això, aquestes millores només solucionaven una part dels nombrosos problemes derivats del motor poc potent de l'M 13/40. Per això, es van dur a terme experiments amb un nou motor de gasolina a Líbia durant la primavera del 1941.

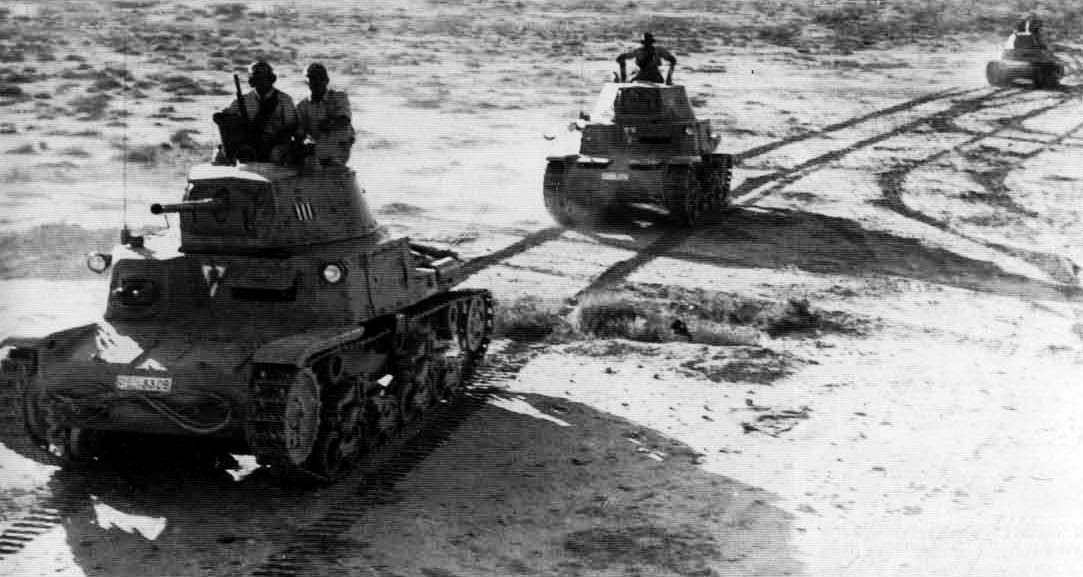
Una columna de tancs italians, amb blindats M 13/40 i M 14/41, avançant pel desert de Líbia.

Més endavant, el juny d'aquell any, es van fer proves amb un nou motor dièsel de 145 CV de potència, amb un motor d'arrencada millorat, nous filtres d'aire i oli, sistema elèctric reorganitzat i noves bateries recarregables. Aquest nou motor dièsel de vuit cilindres, denominat SPA 15T M41, va incrementar la velocitat màxima del tanc fins a 33 km/h per carretera i 16 km/h camp a través. També es va millorar la fabricació del buc: es feien servir menys reblons, la qualitat general de l'acabat es va incrementar i el procés de muntatge es va optimitzar. Al xassís es va modificar la casamata amb una forma una mica diferent, especialment a on les metralladores bessones anaven col·locades, i els parafangs es van estendre per cobrir tota la llargada del tanc. Aquest nou model es va denominar M 14/41, pel seu pes i any d'introducció, i es va començar a produir immediatament.

## Característiques
En general, l'M 14/41 mantenia les línies del seu predecessor. Tot el vehicle estava protegit per un blindatge de planxes d'acer unides amb reblons. El frontal del xassís estava cobert per làmines 30 mm de gruix, el frontal de la torreta per 42 mm, els costats 25 mm, el sostre 15 mm i el terra 6 mm. La inclinació d'aquestes planxes era mínima: 81 graus al morro, 11 graus davant del conductor, 16 graus al frontal de la torreta i els costats a 22 graus. Tot i que el blindatge era igual que a l'M 13/40, el procés de fabricació es va optimitzar i també es van reduir el nombre de reblons que s'empraven.

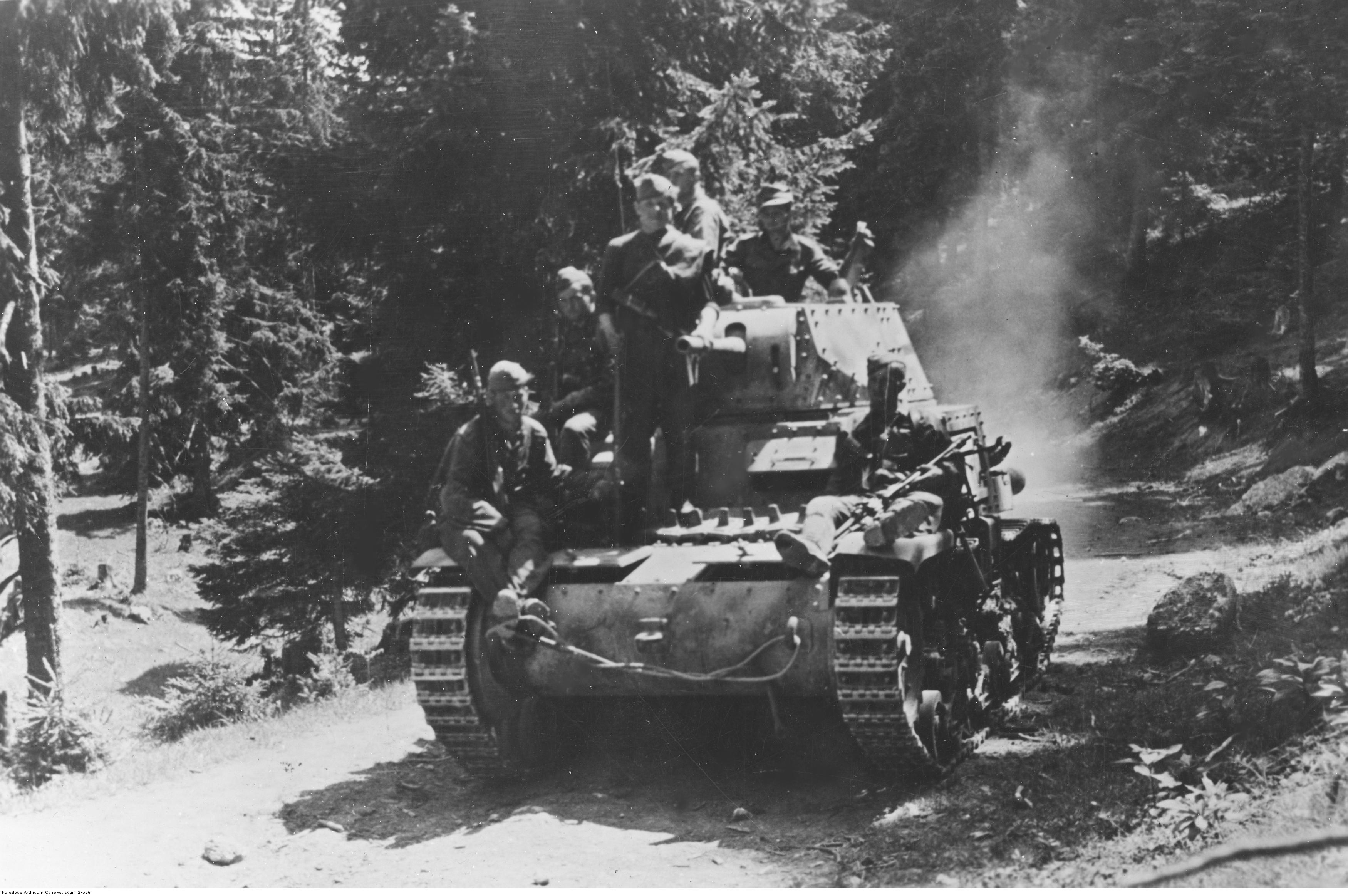
Un tanc italià M 14/41 tripulat per SS Panzergrenadiers perseguint partisans a les muntanyes de Bòsnia.

Era tripulat per quatre membres: conductor, carregador, operador de ràdio i el comandant, que també feia d'artiller. El conductor s'assentava al frontal esquerra del vehicle, amb l'operador de ràdio a la seva dreta servint les metralladores bessones del buc. A la torreta hi havia el comandant, que disparava l'armament, i el carregador. Per entrar i sortir disposaven d'una escotilla al costat esquerre del buc i una altra escotilla de dos batents a sobre la torreta. Al darrere de tot del buc hi havia el motor, amb els dipòsits de combustible envoltant-lo pels costats. Per comunicar-se entre ells, a la torreta hi havia un sistema d'intercomunicació entre el comandant i el carregador. També hi havia un telègraf de tipus naval per permetre al comandant de comunicar-se amb el conductor. Tot i això eren sistemes molt rudimentaris, ja que l'intercomunicador no funcionava bé quan la torreta girava i el comandant no podia abastar el telègraf si la torreta no mirava endavant. Per comunicar-se amb la resta de la unitat el tanc anava equipat amb un equip de ràdio Marelli RF 1 CA.
També es va mantenir l'armament de l'M 13/10: un canó antitancs Modello 37 L/32 Ansaldo de 47mm amb 87 projectils muntat en una torreta, que podia girar fent servir una manovella o una bomba oleohidràulica, que era poc fiable. Com a armes secundàries duia entre tres i quatre metralladores. Dues Breda M38 de 8 mm al buc, servides per l'operador de ràdio, amb un arc de tir horitzontal de 15º a la dreta i 30º a l'esquerra. Una altra metralladora Breda M38 coaxial, servida pel comandant i finalment una última metralladora per al tir antiaeri a sobre la torreta. Per veure els objectius, al buc hi havia quatre espitlleres: a l'escotilla esquerra, a la dreta, i als dos costats al darrere. A la torreta hi havia una mira telescòpica x1,5 amb 30º de camp de visió per apuntar, dos periscopis als costats i dues espitlleres a cada banda. Totes les espitlleres podien servir per observar però també per disparar armes personals.
Finalment, l'aspecte que més va canviar va ser el motor. Es va introduir un nou motor dièsel SPA 15T M41 de vuit cilindres i 145 CV de potència a 1.900 rpm. Aquest sistema anava connectat al mateix sistema de transmissió que l'M 11/39 o M 13/40: una roda dentada frontal, una roda posterior, una suspensió formada per vuit rodes unides per parelles a dos bogis amb suspensió de ballesta i tres corrons de retorn. Tot això feia girar una eruga de 260 mm d'ample formada per 84 baules. Aquest conjunt assolia una velocitat de 33 km/h, amb 200 km d'autonomia, per carretera i 16 km/h camp a través, amb una autonomia d'uns 120 km. La fiabilitat mecànica de l'M 14/41 es va millorar respecte a la dels seus predecessors, tot i que l'increment de pes va reduir-ne l'impacte que hagués pogut tenir d'altra forma.

## Producció i operadors
L'M 14/41 es va fabricar entre l'agost del 1941 i finals del 1942. En total se'n van fabricar 695 unitats. Aquest tanc entraria en combat per primer cop a finals del 1941, però demostraria ser inferior als tancs mitjans aliats, més ben blindats i armats. Tot i això va servir de base per tres variants. La primera, l'M 14/41 Centro Radio (M14/41CR), duia una ràdio de llarg abast RF2, a més a més de la ràdio estàndard Magneti Marelli RF1. Se'n van produir 34 unitats. La segona variant va ser el Carro Comando Semovente M 41, un model sense torreta armat amb una metralladora pesant Breda Modello 31 de 13,2 mm al buc. Per dirigir els grups de tancs també disposava de dues ràdios RF1 i RF3 CA M2. Finalment, l'M 14/41 també va servir de base pel Semovente da 90/53, un caçatancs molt eficient del qual se'n van produir 30 unitats equipades amb una peça antiaèria, el Cannone da 90/53.

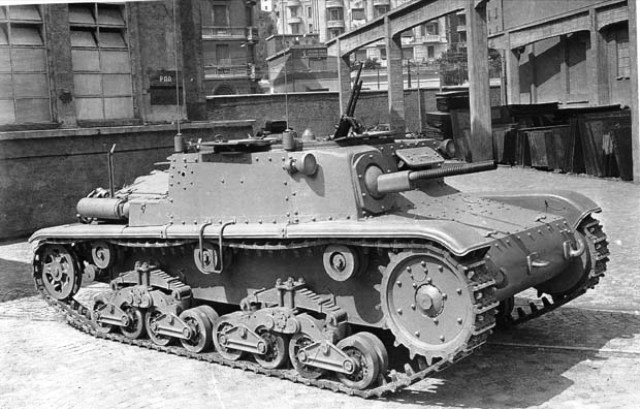
Fotografia d'una variant de comandament del tanc, el Carro Comando Semovente M 41, fotografiada l'any 1941.

Les divisions del Regio Esercito que van rebre unitats de tancs M 14/41 van ser la Littorio, Ariete, Centauro i Superga. Aquestes unitats van combatre a la Campanya del Nord d'Àfrica fins a la retirada d'aquell teatre d'enfrontaments. L'excepció fou el XIIè batalló de la Littorio, que va perdre els tancs travessant l'estret de Messina. Van participar en la Primera i Segona batalla d'El Alamein, la Batalla de la Línia Mareth i tota la resta d'operacions de les forces de l'eix fins al 8 de maig del 1943. Altres M 14/41 es van assignar a unitats estacionades a Sardenya.
Després de l'armistici entre Itàlia i les forces aliades només un M 14/41 va caure en mans alemanyes, rebent la denominació de PzKpfw M14/41 736(i). Al contrari que molts altres tancs italians, que van ser capturats en grans nombres per la Wehrmacht, la majoria de M 14/41s van ser servits pels seus aliats de l'Esercito Nazionale Repubblicano. Aquests tancs es van fer servir fins al final de la Segona Guerra Mundial, principalment contra partisans però també en enfrontaments contra forces aliades. En combat els M 14/41s, tot i oferir millores respecte models previs, continuaven sent tancs mediocres: poc espai per a la tripulació, protecció escassa, armament poc potent i un motor poc fiable.